# Алексеев, Пётр Фёдорович (поэт)
Пётр Фёдорович Алексеев (1813—1870) — русский поэт, преподаватель, статский советник.

## Биография
Окончил латинские классы Петербургского воспитательного дома. Окончил историко-филологический факультет Императорского Дерптского университета (1834—1838) на казённый счёт. Преподавал русский язык и словесность в частных пансионах Дерпта, учебных заведениях Варшавского учебного округа (1839—1861); латинский язык (с 1861) в Архангельской (с 1864) в Шавельской (Ковенская губерния) гимназиях. В 1869 году вышел в отставку в чине
статского советника.
Начал печататься в конце 1830-х гг.: стихотворения «Рассвет» («Срывая черный свой покров»), «Моя звезда» («В ночь под тучей зажглась») (оба ― 1838), «Водолаз» — из Ф. Шиллера (1839), «Соловей» (1839); вызвал беглую похвалу В. Г. Белинского и др. В 1840 году в Дерпте вышел сборник «Лирические стихотворения и сказки», получивший снисходительный отзыв журнала «Сын отечества». Романтическая поэма «Мель-Дона» (1841), описывающая трагическую развязку ситуации любовного треугольника вне какого-либо исторического и этнографического фона, получила отрицательную оценку Белинского. Позднейшие публикации Алексеева обусловлены, скорее всего, прагматическими интересами несостоявшегося литератора: таковы его «шинельные оды» — «Современный голос к славе и чести русских ратников» (1854), «Неувядаемый плющ на гроб в бозе почившего государя императора Николая I» (1859) и др.
Сохранились неопубликованные стихи Алексеева (1844—1849) (сохранённые Павлищевыми, с которыми Алексеев общался в Варшаве) и сборник стихов (1854—1867) — описание быта и житейских воззрений автора (среди текстов — стихотворный «отчёт» о встрече с Т. Г. Шевченко 30 июля 1860 года).